# 塚越町
塚越町（つかごしちょう）は、愛知県名古屋市中区の地名。1977年（昭和52年）、同区新栄二丁目・新栄三丁目に編入され、消滅。

## 地理
東は高松町1丁目・千種本町1丁目、西は下奥田町、南は東陽町11丁目、北は菊里町に接する。

### 学区
- 高等学校 - 尾張学区
- 中学校 - 名古屋市立白山中学校
- 小学校 - 名古屋市立王子小学校（当時）[4]

### 人口
国勢調査による人口の推移
| 1950年（昭和25年） | 292人 |  |
| 1955年（昭和30年） | 306人 |  |
| 1960年（昭和35年） | 284人 |  |
| 1965年（昭和40年） | 291人 |  |
| 1970年（昭和45年） | 259人 |  |
| 1975年（昭和50年） | 212人 |  |

## 歴史

### 地名の由来
千種町の旧字に由来するとみられる。

### 沿革
- 1909年（明治42年）10月1日 - 愛知郡千種町字塚越の大部分と字西塚の一部により、名古屋市中区塚越町として成立[1]。
- 1944年（昭和19年）2月11日 - 栄区成立に伴い、同区塚越町となる[1]。
- 1945年（昭和20年）11月3日 - 栄区廃止に伴い、中区塚越町となる[1]。
- 1947年（昭和22年）5月1日 - 一部が王子町に編入される[1]。
- 1977年（昭和52年）10月23日 - 住居表示実施に伴い、中区新栄二丁目・新栄三丁目に編入され、消滅[3]。